# 路特斯Emira
蓮花Emira是英国蓮花汽車公司生产的一款跑车，是该公司純燃油车型的收官之作，2024年宣布終止全面純電動化的計劃，後繼車型將會是混能。

## 历史

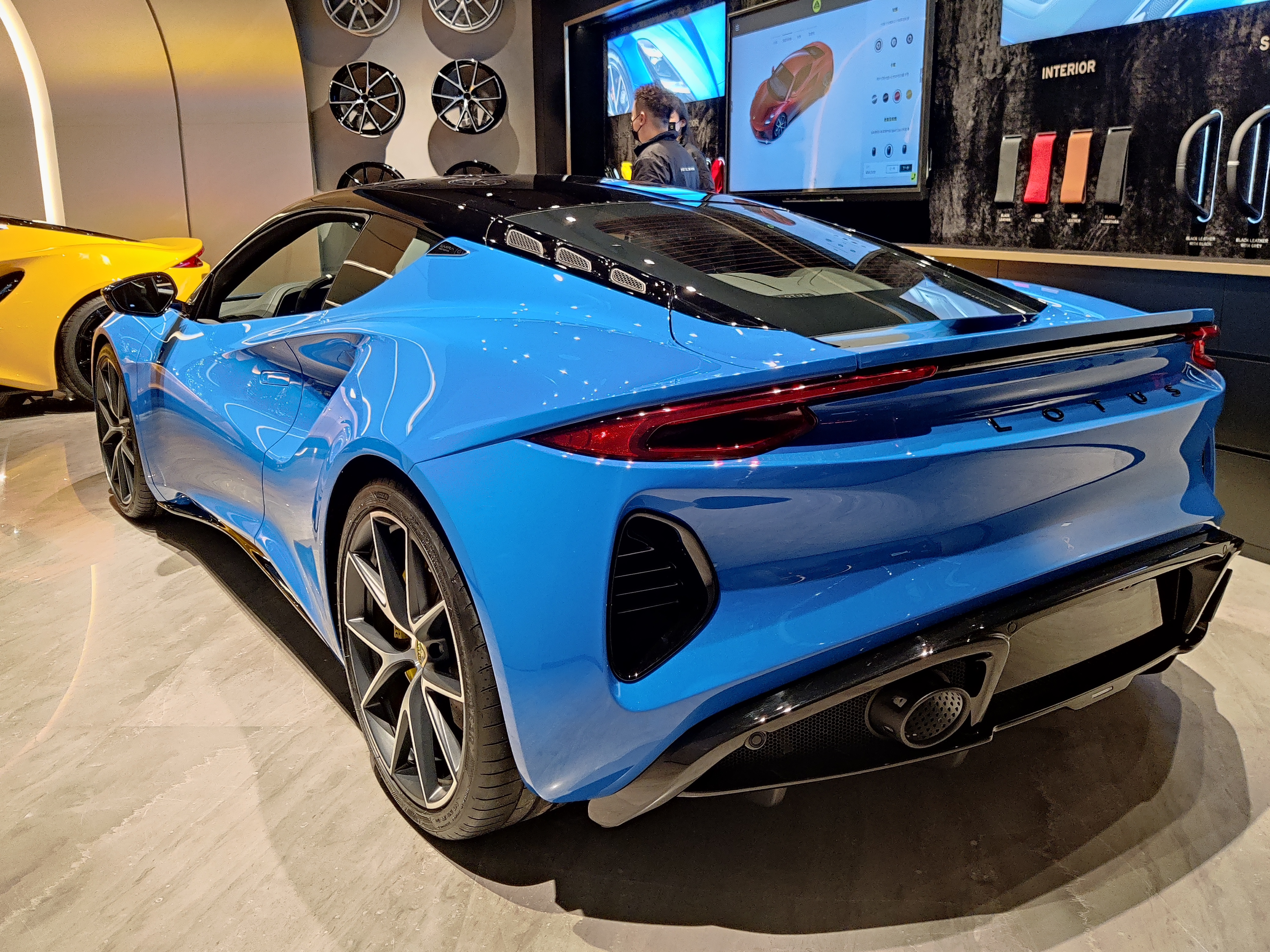
路特斯Emira后视图

2021年7月6日，路特斯在英国海瑟尔正式发布Emira。两天后（2021年7月8日），这款Evora、Exige和Elise的继任车型亮相古德伍德速度节。路特斯公司随即推出了GT4赛车版Emira ，后者接替Evora GT4，于2022年登陆赛道。Emira的设计和同品牌于2019年推出的高性能汽车Evija有不少异曲同工之处。

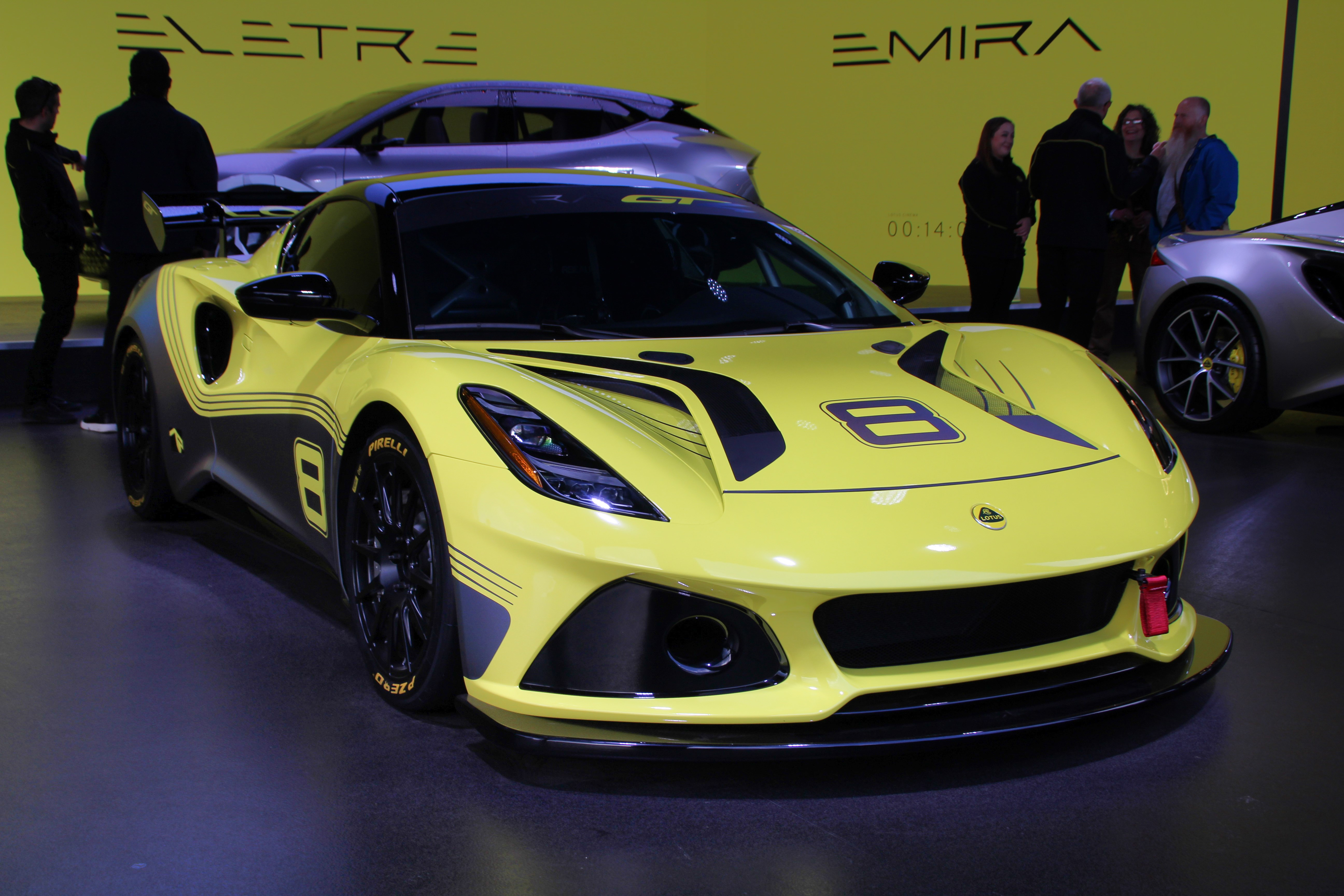
路特斯EmiraGT4

2022年3月，Emira上市，配备丰田研发的3.5升V6机械增压发动机。为406匹公制馬力（299千瓦特；400匹馬力）和430牛頓·（320英磅·英尺）扭矩。提供6速手动/自动变速箱。Emira很快又采用了来自AMG的2.0升涡轮增压发动机，配有8速双离合变速箱（DCT），最大动力为365 PS（268 kW；360 hp）。 
路特斯公司在2021年9月20日公布了该车型的英国地区售价。基础版i4底价59,995 英镑，V6首发版起价为75,995英镑（含20%增值税）。美国地区售价于2021年10月1日公布，i4基础版起价为 74,900 美元，V6首发版起价为93,900美元。V6首发版预计将于 2022年春季上市，i4版将于2022年秋季上市。
Emira首发版于2022年亮相马来西亚市场。该车型配有3.5升机械增压V6发动机。
2022年全年，路特斯的产能都受到了新冠疫情的影响。首批欧盟和英国地区V6手动档车型（包括一些英国经销商的V6展示车）已于2022年第四季度交付。该公司计划在2023年第一季度向欧盟和英国地区交付首批V6自动档车型，并从第四季度开始向美国市场交付V6自动档车型。面向英国地区的i4车型将于第三季度开始量产。 
2023年，GT4赛车版Emira迎来更新。路特斯得到了来自开发合作伙伴RML集团（该公司也生产过符合比赛要求的车型）的加持，为Emira带来了455bhp的动力、全新变速箱和更强的空气动力表现。 